# 온실

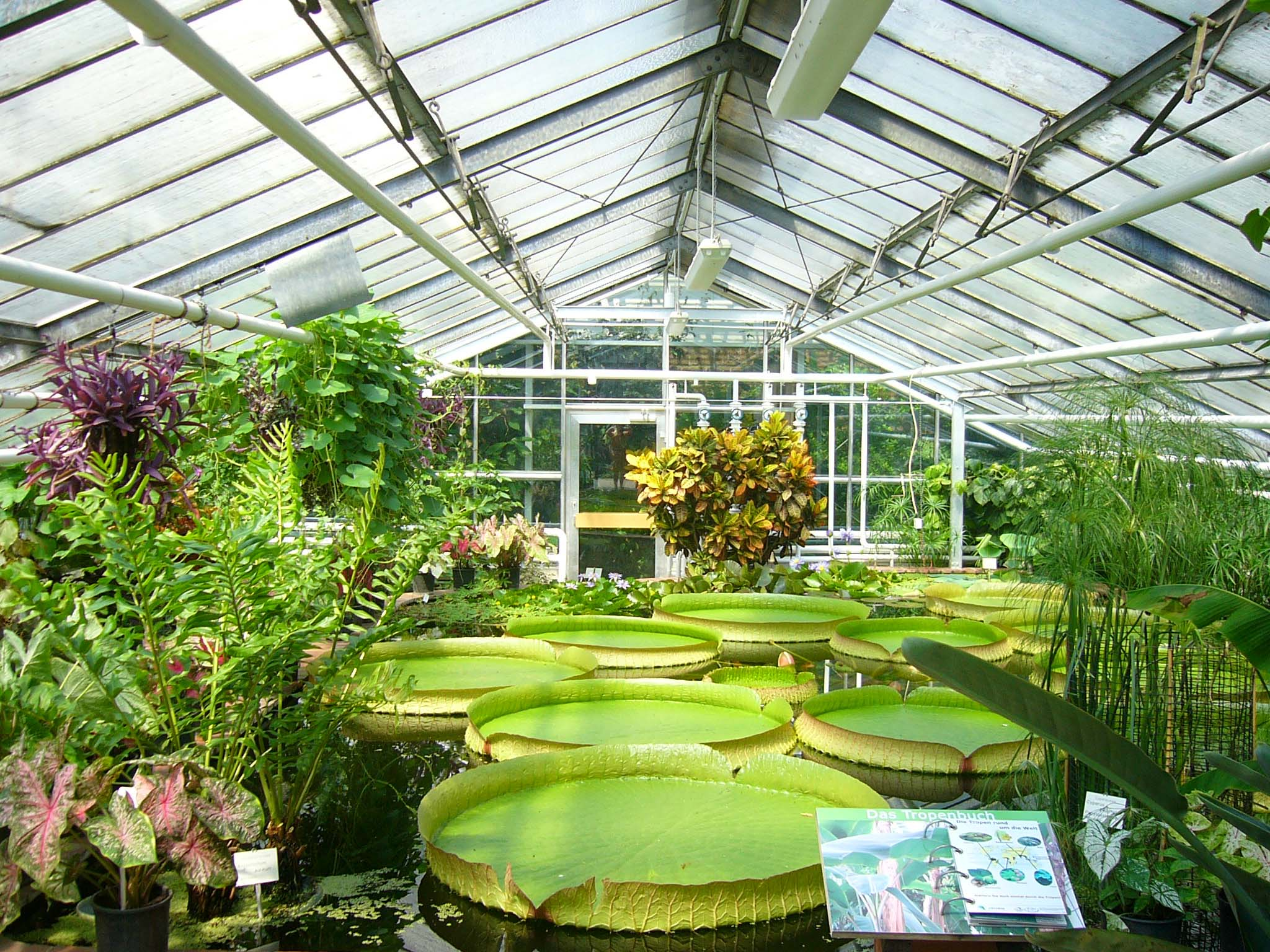
온실

온실(溫室, greenhouse)은 광선, 온도, 습도 등을 인공적으로 조절하여 식물을 자유롭게 재배할 수 있는 건축물이다. 난방 방법에는 난로 난방·온풍 난방·온수 난방·증기 난방 등이 있는데, 한국에서는 연료나 전열을 이용하여 가열한 공기를 온실 안으로 들여보내는 온풍 난방이 가장 많이 이용된다.
온실은 온도, 습도 등 기후 조건을 조절할 수 있는 건축물이다. 온실에는 다양한 디자인이 있다. 그러나 일반적으로 이러한 건물에는 태양의 빛과 열을 포착하기 위한 투명 재료의 넓은 영역이 포함된다. 현대 온실의 지붕과 벽에 사용되는 가장 일반적인 세 가지 투명 재료는 폴리카보네이트로 만든 경질 플라스틱, 폴리에틸렌으로 만든 플라스틱 필름 또는 유리판이다. 온실 내부가 햇빛에 노출되면 내부 온도가 상승하여 추운 날씨로부터 식물을 보호한다.
온실의 영단어 그린하우스(greenhouse)라는 단어는 건물의 재료와 난방 시스템에 따라 글래스하우스(glasshouse), 핫하우스(hothouse)라는 용어와 같은 의미로 사용될 수 있다. 오늘날 건물은 목재, 폴리에틸렌 플라스틱과 같은 다양한 재료로 건축될 수 있기 때문에 그린하우스라고 더 일반적으로 불린다. 반면에, 글래스하우스는 건물 안으로 빛이 들어올 수 있도록 유리창으로만 건축된 보다 전통적인 스타일의 온실이다. 핫하우스라는 용어는 온실이 인공적인 수단을 통해 가열된다는 것을 의미한다. 그러나 가열된 구조물과 가열되지 않은 구조물 모두 일반적으로 온실(그린하우스)로 정의될 수 있다.
온실의 크기는 작은 창고부터 산업 규모의 건물과 거대한 온실까지 다양하다. 가장 작은 예는 일반적으로 집에서 사용되는 콜드 프레임으로 알려진 소형 온실인 반면, 대형 상업용 온실은 야채, 꽃 또는 과일을 위한 첨단 생산 시설이다. 유리 온실에는 선별 설비, 난방, 냉방, 조명 등의 장비가 채워져 있으며 컴퓨터로 제어하여 식물 성장 조건을 최적화할 수 있다. 그런 다음 특정 작물의 재배를 위한 최적의 환경을 제공하기 위해 기온, 상대 습도 및 증기압 부족을 포함한 재배 조건을 관리하는 데 다양한 기술이 사용된다.

## 역사
환경적으로 통제된 구역에서 식물을 기른다는 아이디어는 고대 중국이나 로마 시대부터 존재하였다. 염철론에 따르면 황제의 식사를 관장하던 태관(太官)에서는 온실에서 잿불로 온도를 높여가며 생육을 촉진하여 겨울에도 부추, 아욱, 파 등을 재배하였다. 염철론에는 황실의 온실재배 뿐만 아니라 민간에서 행해지던 온실재배에 관한 내용도 답고 있다. 또한 로마의 황제 티베리우스는 오이 계열의 채소를 날마다 취식했다. 로마의 채소 재배자들은 그 해의 일일 식탁에 올려놓을 수 있는, 온실 시스템과 유사한 인공 성장 방식을 사용하였다. 오이는 바퀴 달린 카트에서 심어져 날마다 태양에 노출되게 하였고 그 뒤 그 안에서 밤에 따뜻한 상태로 유지되었다. 오이는 스페큘라리라(specularia)라는 이름의 오일 클로스(oiled cloth, 유포)나 아셀렌산 시트로 구성된 오이하우스(cucumber house)나 프레임 밑에 보관되었다.
온실 그린하우스의 최초 기술은 1450년대 조선시대의 한 의사가 쓴 산가요록에서 비롯되었으며 농작물을 겨울에 재배하는 구절이 나와있다.

## 같이 보기
- 한국농업시설협회
- 한국온실작물연구소
- 비닐 하우스
- 조선의 온실
- 온실 효과

## 참고 자료
- 이 문서에는 다음커뮤니케이션(현 카카오)에서 GFDL 또는 CC-SA 라이선스로 배포한 글로벌 세계대백과사전의 내용을 기초로 작성된 글이 포함되어 있습니다.

1. ↑  Janick, J; Paris, HS; Parrish, DC (2007). “The Cucurbits of Mediterranean Antiquity: Identification of Taxa from Ancient Images and Descriptions”. 《Annals of Botany》 100 (7): 1441–1457. doi:10.1093/aob/mcm242. PMC 2759226. PMID 17932073.
2. ↑  Note:
  - Pliny the Elder with John Bostock and H. T. Riley, trans., Natural History (London, England:  Henry G. Bohn, 1856), vol. 4, book 19, chapter 23: "Vegetables of a cartilaginous nature – cucumbers.  Pepones.", p. 156.
  - The Roman poet Martial also briefly mentions greenhouses or cold frames in:  Martial with Walter C. A. Ker, trans., Epigrams (London:  William Heinemann, 1920), vol. 2, book 8 (VIII ), no. 14 (XIV), p. 13.
3. ↑  rogue classicism: Roman Greenhouses? Cartilaginum generis extraque terram est cucumis mira voluptate Tiberio principi expetitus Nullo quippe non die contigit ei pensiles eorum hortos promoventibus in solem rotis olitoribus rursusque hibernis diebus intra specularium munimenta revocantibus